# Vine and Olive Colony
La Vine and Olive Colony, qui s'appelait à l'origine la Société coloniale de la vigne et de l'olivier, est une vaste compagnie coloniale cultivant en fait du coton et s'étendant sur 370 kilomètres carrés de terres vierges, située dans l'actuel Alabama (États-Unis), pendant l'Alabama fever. 

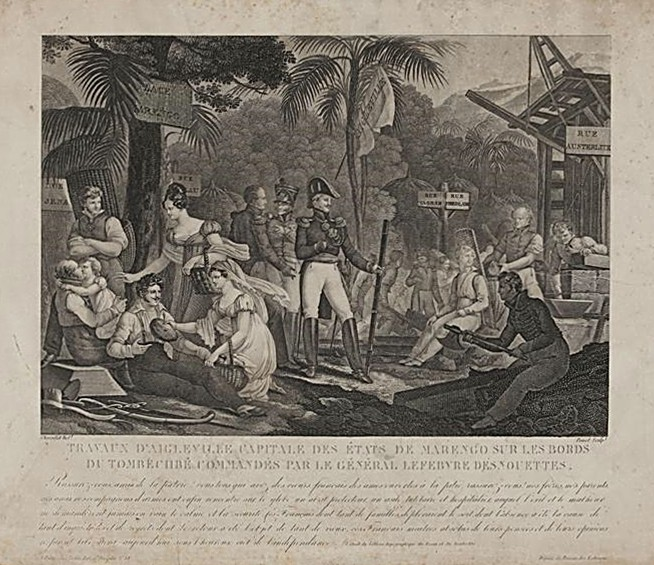
Fondation d'Aigleville, capitale de la colonie de la vigne et de l'olivier, dans le Comté de Marengo.

La colonie de la vigne et de l'olivier fut fondée le 3 mars 1817 à la suite du vote du congrès américain favorable à la création de cette colonie. Des centaines de planteurs français de l'île de Saint-Domingue menés par les généraux napoléoniens Charles Lefebvre-Desnouettes et François Antoine Lallemand, s'y installèrent, dans ce qui n'était pas encore l'État d'Alabama mais le vaste territoire de l'ex Louisiane française, vendu par Napoléon en 1803. Le comté, qui a pris le nom de Marengo, bataille gagnée par Napoléon en 1800, est resté un haut-lieu de l'histoire de la culture du coton jusqu'en 1930. La plupart des premiers planteurs étaient des figures des réfugiés français de Saint-Domingue en Amérique. Le chef-lieu de la colonie fut Aigleville.

## Un lien sur les terres vierges entre l'Amérique et le Mexique
Le projet fut défendu dès 1816 par Jean-Simon Chaudron, directeur du journal L'Abeille Américaine lu par la communauté des réfugiés de Saint-Domingue à Philadelphie. Le futur vice-président de la colonie, William Lee, ex-consul d'Amérique à Bordeaux, joua un rôle important dans l'obtention des terres, en ralliant trois leaders politiques américains, Thomas Jefferson, James Madison, et James Monroe. 
Washington voulait sécuriser la région du golfe de Mexico, particulièrement, l’enclave portuaire de Mobile d’où les Américains ne chassèrent les Espagnols qu’en 1813. Ils souhaitaient en faire un recours en cas de nouvelle attaque étrangère sur le delta du Mississippi et La Nouvelle-Orléans, alors en très forte croissance. Pour prendre possession du golfe du Mexique, ils firent entrer en priorité les territoires qui le bordaient dans l’Union : la Louisiane en 1812, puis le Mississippi dès 1817, suivi par l’Alabama en 1819. La même année, ils achètent la Floride, qui reste un territoire jusqu’en 1845, l'année où elle entre dans l’Union, en tant qu’État tout comme le Texas où se trouvaient des territoires du Mexique. 
La Colonie de la vigne et de l’olivier fut donc offerte aux colons français dès le 3 mars 1817 par un vote du congrès. Trois grandes bâtisses de planteurs de coton de l'époque se visitent encore, sur les lieux, dans le sud de l’Alabama actuel, à la jonction de deux fleuves nommés d'après leurs tribus indiennes, le Tombigbee et la Black Warrior River (actuellement l’Alabama River), sur un site qui est ensuite devenu la colonie cotonnière de Demopolis avec ses voisines Aigleville (Alabama) et Greensboro. 
Les colons, arrivés par bateaux de la communauté de réfugiés antillais de Philadelphie étaient menés au départ par le général François Antoine Lallemand. Ce dévoué bonapartiste réussit plus tard à soustraire à cette colonie de l’argent et 120 de ses membres, en vendant ses parts après avoir spéculé sur les terres. Cet argent lui permit de financer avec des mercenaires français et étrangers la fondation d'une nouvelle colonie, la garnison militaire éphémère et désespérée du Champ d’asile, au Texas, sur la Trinity River, près de Moss Bluff et d’Atascosito, non loin de la ville de Galveston, 
Après le départ de Lallemand, de nouveaux émigrés de Saint-Domingue sont arrivés, investissant leurs économies dans l'achat d'esclaves. Parmi eux, le frère de Napoléon, Joseph Bonaparte mais aussi des français de métropole comme Joseph Lakanal. Entourés par les tribus d'indiens choctaws, ils ont affronté des conditions météorologiques défavorables les premières années. En 1827 les colons ont adressé une pétition au Congrès américain, pour que la loi soit modifiée et prenne acte du fait qu'ils ne cultivaient plus que du coton.

## La plupart avaient été chassés par la révolte de Saint-Domingue
Ces deux colonies furent longtemps décrites comme des havres de paix et de liberté pour les officiers de l’empereur Napoléon Bonaparte proscrits par le roi de France, Louis XVIII, après la déroute impériale de Waterloo en 1815. L'écrivain Albert James Pickett dans son History of Alabama and Incidentally of Georgia and Mississippi From the Earlier Period publiée à Birmingham (Alabama) en 1851, fut repris dans une série de narrations ouvertement romancées qui s’attachent surtout à décrire le Sud d’avant la Guerre civile. La trace des émigrés  français de St-Domingue en Louisiane et en particulier celle des familles de la "Vine and Olive Colony" a été retrouvée plus tard par les généalogistes. Le premier travail sérieux, relativisant le rôle des bonapartistes au profit des réfugiés de Saint-Domingue, fut rédigé par Gaius Whitfield. 
Ces derniers ont non seulement participé à la fondation, mais encore largement contribué à son peuplement définitif et à sa survie, avec la création de la ville de Demopolis. Ces Français, d’abord émigrés à Saint-Domingue, avaient fui la première rébellion des esclaves noirs des années 1790, menée par Toussaint Louverture, avant de trouver refuge sur le continent, à Philadelphie ou à La Nouvelle-Orléans. Esclavagistes et bien mieux formés aux techniques agraires locales que les officiers et demi-soldes bonapartistes, ils eurent tôt fait de remplacer la vigne et l’olivier par le coton, plus adapté au climat local. Les colons négocièrent rapidement avec le congrès américain la privatisation de leurs terres. L'industrie du coton se développe au même moment en Europe. La ville de Mulhouse développe des liens étroits avec le sud des États-Unis, jusqu'à fonder Castroville au Texas, non loin de La Nouvelle-Orléans.

## La plupart des officiers ne vinrent jamais
Parmi eux, André Curcier est très souvent cité, avec d'autres Français des Antilles, dans les émigrés français de l'époque napoléonienne à Philadelphie. Pendant quelques années, il fut associé à Frederick Ravesies, réfugié de Jean-Rabel (Saint-Domingue). Vers 1804, Frederick Ravesies devint associé aux frères Garesché, époux des sœurs Du Bauduy, tous réfugiés de Saint-Domingue. En 1817, lui et André Curcier rachetèrent des parts de plusieurs concessionnaires de la "Vine and Olive Company" souhaitant réunir des fonds pour l'expédition de Champ d'asile. Plus tard, André Curcier vendit sa terre d'Alabama à Frederick Ravesies, qui devint une figure majeure de la "Colonie de la vigne et de l'olivier" et un grand planteur cotonnier. Il était aussi associé dans la maison de commerce J. Martinière & Co, dans le comté de Marengo (Alabama) avec le gendre de Jean Paul Boutre d'Estival, qui mourut lors d'une insurrection des esclaves de Saint-Domingue.
Rejoints par un nombre toujours croissant d’Anglo-Américains, les Domingois finirent par former une élite franco-américaine, unie par les liens du mariage, par un style de vie sudiste et des intérêts économiques partagés. Les rares soldats bonapartistes à s’être intégrés localement étaient souvent, contrairement à la légende, de simple extraction. Le seul "aristocrate", il est vrai président de la compagnie, le général Charles Lefebvre-Desnouettes, était un fils de marchands. La plupart des actionnaires bonapartistes ne vinrent jamais en Alabama. Les deux colonies enregistrèrent aussi beaucoup de retours en France après l’amnistie française de 1830, mais certains colons ont fait souche à Mobile, à La Nouvelle-Orléans ou à Philadelphie.

### Filmographie
- The Fighting Kentuckian (1949) avec John Wayne.
- Stars Fell on Alabama (1934) de Carl Carmer

### Webographie
- Les liens des familles de Saint-Domingue avec la vine and olive company
- Etude Nicolas Fouché, du CNRS
- L'histoire de la famille Ravesies
- Les belles plantations sudistes de Demopolis